# Ёрунд
Ёрунд (исл. Jorund или Jörundr) — легендарный конунг свеев из династии Инглингов, персонаж «Круга земного» Снорри Стурлусона.

## В средневековых источниках
Согласно «Саге об Инглингах», Ёрунд был сыном конунга Ингви. Он и его брат Эйрик были ещё детьми, когда их отец и дядя Альв убили друг друга. Конунгом тогда стал их двоюродный брат Хуглейк, а Ёрунд и Эйрик, когда выросли, стали викингами. Во время одного похода в Данию они разбили конунга халейгов Гудлауга и повесили его на берегу.
Когда Ёрунд и Эйрик узнали, что морской конунг Хаки, за три года до этого убивший Хуглейка и захвативший его владения, распустил своих витязей, они высадились в Швеции. В сражении на Полях Фьюри Хаки, несмотря на численный перевес противника, смог убить Эйрика и срубить стяг братьев, а Ёрунд бежал к кораблям. Но сам Хаки был ранен в бою настолько тяжело, что не надеялся на выздоровление. Он приказал положить себя на горящий корабль с павшими воинами и пустить корабль в открытое море. После этого Ёрунд стал конунгом в Швеции.
Ёрунд часто ходил в походы. Однажды в проливе Оддасунд он столкнулся с сыном Гудлауга Гюлаугом.

Ёрунд был разбит наголову, и все воины были перебиты на его корабле. Он бросился вплавь, но был схвачен и выведен на берег. Тогда Гюлауг конунг велел воздвигнуть виселицу. Он подводит Ёрунда к ней и велит его повесить. Так кончилась его жизнь.
— Сага об Инглингах XXIV.
Сыном Ёрунда был Аун Старый, ставший конунгом после смерти отца.

## Мнения учёных
Основной сохранившийся источник, рассказывающий о Ёрунде, — «Круг земной» Снорри Стурлусона, сборник саг, составленный в XIII веке. Письменная традиция о ранних Инглингах возникла не раньше XII века, а потому она крайне ненадёжна. По выражению исследовательницы Гвинн Джонс, это скорее «мир легенд и сказок», чем мир истории.
Шведский археолог Биргер Нерман на основании археологических и других данных предложил датировать гибель Ёрунда периодом после середины V века.